# FILTH
«Filth» (estilizado FILTH) es un sencillo de Dir en Grey. Fue lanzado el 12 de septiembre de 2001.

## Lista de temas
| N.º | Título                                                  | Duración |  |
| 1.  | «FITLH»                                                 | 4:58     |  |
| 2.  | «Gyakujoutannou Keloidmilk» (逆上堪能ケロイドミルク)    | 4:50     |  |
| 3.  | «Filth Hokubukeisatsu Part II» (FILTH 北部警察 Part II) | 5:15     |  |

- Datos: Q5449256